# Episodi di Law & Order - Unità vittime speciali (ventiquattresima stagione)
La ventiquattresima stagione della serie televisiva Law & Order - Unità vittime speciali, composta da 22 episodi, è stata trasmessa in prima visione negli Stati Uniti d'America su NBC dal 22 settembre 2022 al 18 maggio 2023.
In Italia è stata trasmessa in prima visione da Sky Investigation dal 5 febbraio al 25 giugno 2023. La prima puntata in chiaro è stata mandata in onda per la prima volta il 6 settembre 2023 su Top Crime, mentre il resto della stagione è stato trasmesso in chiaro dal 14 febbraio 2024 in poi sempre su Top Crime.
| nº | Titolo originale            | Titolo italiano                   | Prima TV USA      | Prima TV Italia  |
| -- | --------------------------- | --------------------------------- | ----------------- | ---------------- |
| 1  | Gimme Shelter – Part Two    | Dammi riparo (2ª parte)           | 22 settembre 2022 | 5 febbraio 2023  |
| 2  | The One You Feed            | Quello che alimento               | 29 settembre 2022 | 5 febbraio 2023  |
| 3  | Mirror Effect               | Effetto specchio                  | 6 ottobre 2022    | 12 febbraio 2023 |
| 4  | The Steps We Cannot Take    | I passi che non possiamo compiere | 13 ottobre 2022   | 12 febbraio 2023 |
| 5  | Breakwater                  | Frangiflutti                      | 27 ottobre 2022   | 19 febbraio 2023 |
| 6  | Controlled Burn             | Incendio controllato              | 3 novembre 2022   | 19 febbraio 2023 |
| 7  | Dead Ball                   | Pallone morto                     | 10 novembre 2022  | 26 febbraio 2023 |
| 8  | A Better Person             | Una persona migliore              | 17 novembre 2022  | 26 febbraio 2023 |
| 9  | And a Trauma in a Pear Tree | E alla fine anche un trauma       | 8 dicembre 2022   | 5 marzo 2023     |
| 10 | Jumped In                   | Salta dentro                      | 5 gennaio 2023    | 5 marzo 2023     |
| 11 | Soldier Up                  | Arruolati                         | 12 gennaio 2023   | 21 maggio 2023   |
| 12 | Blood Out                   | Dissanguato                       | 26 gennaio 2023   | 21 maggio 2023   |
| 13 | Intersection                | L'incrocio                        | 2 febbraio 2023   | 28 maggio 2023   |
| 14 | Dutch Tears                 | Lacrime di vetro                  | 16 febbraio 2023  | 28 maggio 2023   |
| 15 | King of the Moon            | Il re della luna                  | 23 febbraio 2023  | 4 giugno 2023    |
| 16 | The Presence of Absence     | La presenza dell'assenza          | 23 marzo 2023     | 4 giugno 2023    |
| 17 | Lime Chaser                 | Fetta di lime                     | 30 marzo 2023     | 11 giugno 2023   |
| 18 | Bubble Wrap                 | Impacchettato                     | 6 aprile 2023     | 11 giugno 2023   |
| 19 | Bend the Law                | Infrangere la legge               | 27 aprile 2023    | 18 giugno 2023   |
| 20 | Debatable                   | Il dibattito                      | 4 maggio 2023     | 18 giugno 2023   |
| 21 | Bad Things                  | Cose sbagliate                    | 11 maggio 2023    | 25 giugno 2023   |
| 22 | All Pain Is One Malady      | Ogni dolore è una malattia        | 18 maggio 2023    | 25 giugno 2023   |

## Dammi riparo (2ª parte)
- Titolo originale: Gimme Shelter – Part Two
- Diretto da: Jean de Segonzac
- Scritto da: Rick Eid e Gwen Sigan

### Trama
Benson e Fin interrogano la ragazza che hanno trovato in casa, mentre Cosgrove e Shaw fanno pressioni sulla donna. Tutti fanno irruzione in casa di Sirenko dove Stabler, Benson e Cosgrove trovano gli ingredienti di una bomba in una stanza segreta. Tentano di far intervenire l'FBI e il vicesindaco, ma questi non si muovono perché non vogliono evacuare 9 milioni di persone dalla città. Stabler manda il suo informatore a parlare con Sirenko per scoprire l'ubicazione dell'ordigno, ma un arresto scatena una sparatoria nella quale l'informatore di Stabler rimane ucciso. Allora Stabler interroga la guardia del corpo di Sirenko, ma questa non parla. Stabler si scalda anche con il vicesindaco dopo aver parlato del suo informatore. Jet scopre di una casa che è stata affittata. Il ragazzo lavora proprio nell'hotel dove si trova la bomba. Appena la polizia e l'FBI scoprono l'ubicazione dell'ordigno, iniziano a evacuare l'edificio. Shaw trova l'esatta posizione della bomba, ma Dixon non gli permette di disinnescarla. Cosgrove trova Sirenko, ma questo riesce a scappare una volta che la bomba esplode. Rollins trova Sirenko che prende ostaggi all'interno di un negozio di abbigliamento. Cosgrove, Shaw e Stabler riescono a sopraffare Sirenko in un vicolo e ad arrestarlo.
- Quest'episodio prosegue un crossover che inizia con l'episodio Dammi riparo (1ª parte) (episodio 3x01 di Law & Order: Organized Crime) e si conclude con l'episodio Dammi riparo (3ª parte) (episodio 22x01 di Law & Order - I due volti della giustizia).

## Quello che alimento
- Titolo originale: The One You Feed
- Diretto da: Norberto Barba
- Scritto da: David Graziano e Julie Martin

### Trama
La squadra è costretta a fare gli straordinari a causa di un gruppo di adolescenti che terrorizza i turisti. Non sapendo quale pista seguire, McGrath decide di far collaborare la sua Unità Vittime Speciali con l'Unità Anti-Gang del Bronx.

## Effetto specchio
- Titolo originale: Mirror Effect
- Diretto da: Michael Smith
- Scritto da: Julie Martin (soggetto e sceneggiatura), Margaret Rose Lester (sceneggiatura) e David Graziano (soggetto)

### Trama
Benson cerca di aiutare una pop star in una relazione instabile; Rollins è stressata per la mole di lavoro portato a casa; Fin insegna a un novellino una lezione sul rispetto dei superiori.
- Guest star: Vivian Cabell (Jesse Murphy Rollins), Aida Turturro (giudice Felicia Catano).

## I passi che non possiamo compiere
- Titolo originale: The Steps We Cannot Take
- Diretto da: Juan José Campanella
- Scritto da: Brianna Yellen e Kathy Dobie

### Trama
Un'invasione domestica e un rapimento portano l'Unità Vittime Speciali a una scoperta sconvolgente. Muncy cerca di inserirsi nella squadra.

## Frangiflutti
- Titolo originale: Breakwater
- Diretto da: Jean de Segonzac
- Scritto da: Denis Hamill (soggetto e sceneggiatura) e Monet Hurst-Mendoza (sceneggiatura)

### Trama
Un giovane chiede aiuto all'Unità Vittime Speciali quando sospetta che il suo capo stia molestando sua sorella; Velasco cerca di convincere un testimone riluttante a testimoniare in tribunale.

## Incendio controllato
- Titolo originale: Controlled Burn
- Diretto da: Oscar Rene Lozoya II
- Scritto da: David Graziano (soggetto e sceneggiatura), Nolan Dunbar (sceneggiatura) e Julie Martin (soggetto)

### Trama
Una maniaca del lavoro viene stuprata durante una losca festa in maschera. La donna aveva partecipato alla festa con il suo capo.

## Pallone morto
- Titolo originale: Dead Ball
- Diretto da: Michael Smith
- Scritto da: Brendan Feeney, Kathy Dobie e Gabriel Vallejo

### Trama
Quando il caso contro una famosa star dello sport fallisce, Benson scava nel passato del sospettato per scoprire altre vittime; Velasco è deluso quando incontra uno dei suoi eroi.

## Una persona migliore
- Titolo originale: A Better Person
- Diretto da: Michael Pressman
- Scritto da: Brianna Yellen (sceneggiatura), Margaret Rose Lester (sceneggiatura) e David Graziano (soggetto)

### Trama
L'Unità Vittime Speciali dà la caccia a un soggetto violento che ha ucciso il figlio di un detective; Rollins riflette su una potenziale opportunità.
- Guest star: Greg Grunberg.

## E alla fine anche un trauma
- Titolo originale: And a Trauma in a Pear Tree
- Diretto da: Norberto Barba
- Scritto da: David Graziano e Julie Martin

### Trama
Carisi e Rollins lavorano insieme su un importante processo, e decidono di sposarsi. Benson cerca di realizzare il desiderio di Natale di Noah, quello di conoscere suo fratello e si ritrova a indagare su un nuovo caso. Rollins decide di accettare il lavoro di insegnante alla Fordham University e lascia l'Unità Vittime Speciali.
- Guest star: Anna Belknap, Charlotte Cabell (Jesse Rollins).

## Salta dentro
- Titolo originale: Jumped In
- Diretto da: Martha Mitchell
- Scritto da: Brendan Feeney (sceneggiatura), Monet Hurst-Mendoza (sceneggiatura), Kadia Saraf (soggetto) e Terry Serpico (soggetto)

### Trama
Quando Benson diventa il bersaglio di uno spietato capobanda, il capitano Duarte accetta il caso; Fin lavora con i poliziotti dell'Unità Vittime Speciali del Bronx per aiutarli con i loro casi arretrati; Il tenente Dixon si offre di tradurre quando uno studente sordo viene violentato.

## Arruolati
- Titolo originale: Soldier Up
- Diretto da: Jonathan Herron
- Scritto da: David Graziano e Julie Martin

### Trama
Mentre Benson cerca di aiutare il membro della gang che l'ha aggredita, Duarte rivela una prova scioccante nel caso. Fin ha il compito di assumere nuovi detective per l'Unità Vittime Speciali del Bronx.

## Dissanguato
- Titolo originale: Blood Out
- Diretto da: Patricia Riggen
- Scritto da: David Graziano e Julie Martin

### Trama
Mentre Benson e Carisi processano un vendicativo boss del crimine, Fin cerca di aiutare una donna che è stata drogata e data per morta. Nel frattempo Velasco intraprende un'azione drastica per ottenere informazioni da un testimone.

## L'incrocio
- Titolo originale: Intersection
- Diretto da: Juan José Campanella e Norberto Barba
- Scritto da: David Graziano e Julie Martin

### Trama
Un incidente d'auto porta gli investigatori alla ricerca di un autista di ambulanza che aggredisce i feriti che trasporta. Fin offre al detective Bruno la possibilità di visitare la sede dell'Unità Vittime Speciali di Manhattan.

## Lacrime di vetro
- Titolo originale: Dutch Tears
- Diretto da: Bethany Rooney
- Scritto da: Monet Hurst-Mendoza, Kathy Dobie e Gabriel Vallejo

### Trama
Un detenuto rilasciato di recente va alla ricerca di Fin Tutuola, l'agente che lo aveva arrestato. Carisi cerca di ottenere un mandato d'arresto per un sospettato.

## Il re della luna
- Titolo originale: King of the Moon
- Diretto da: Mariska Hargitay
- Scritto da: David Graziano e Julie Martin

### Trama
Un uomo affetto da demenza confessa un omicidio, ma Benson e Carisi credono che ci sia dell'altro nel caso. Quando le voci girano nella sala della squadra, Fin fa pressioni su Velasco per conoscere la verità.

## La presenza dell'assenza
- Titolo originale: The Presence of Absence
- Diretto da: Norberto Barba
- Scritto da: Brianna Yellen e Brendan Feeney

### Trama
Un sito di incontri su Internet diventa fonte di terrore per una giovane vedova; Muncy è in difficoltà per l'assenza di Velasco.

## Fetta di lime
- Titolo originale: Lime Chaser
- Diretto da: Juan José Campanella
- Scritto da: David Graziano e Julie Martin

### Trama
La ricerca di un soggetto che droga i drink delle donne nei bar affollati porta l'Unità Vittime Speciali dal fratello di Muncy; Churlish fa una mossa rischiosa per impressionare Benson.

## Impacchettato
- Titolo originale: Bubble Wrap
- Diretto da: Batan Silva
- Scritto da: Margaret Rose Lester (sceneggiatura), Nolan Dunbar (sceneggiatura) e Denis Hamill (soggetto)

### Trama
Un magnate dell'edilizia interferisce con un'indagine dell'Unità Vittime Speciali sulla sua famiglia. Carisi fatica a ottenere un atto d'accusa quando il denunciante fa marcia indietro.

## Infrangere la legge
- Titolo originale: Bend the Law
- Diretto da: Martha Mitchell
- Scritto da: Brendan Feeney (sceneggiatura), Gabriel Vallejo (sceneggiatura), David Graziano (soggetto) e Julie Martin (soggetto)

### Trama
Carisi deve procedere con cautela quando il marito di Maxwell diventa una persona di interesse in un'indagine dell'Unità Vittime Speciali. Intanto, Benson manda Velasco a prendere in custodia un vecchio amico.

## Il dibattito
- Titolo originale: Debatable
- Diretto da: Jean de Segonzac
- Scritto da: Brianna Yellen (sceneggiatura), Kelly Minster (sceneggiatura), Julie Martin (soggetto) e Kathy Dobie (soggetto)

### Trama
Benson cerca di aiutare una studentessa che è stata violentata durante una gita scolastica. Fin sospetta che un testimone del caso potrebbe non dire tutta la verità.

## Cose sbagliate
- Titolo originale: Bad Things
- Diretto da: Juan José Campanella
- Scritto da: Julie Martin (sceneggiatura), Nicholas Evangelista (sceneggiatura) e David Graziano (soggetto)

### Trama
Benson e Carisi sono sconcertati quando una serie di aggressioni ha lo stesso modus operandi, ma DNA diverso su ogni scena del crimine. Muncy crede che Elias Olsen abbia colpito ancora ed è determinata a dimostrarlo.
- L'episodio è la prima parte di un crossover che prosegue con Crimini su commissione (episodio 3x21 di Law & Order: Organized Crime), Ogni dolore è una malattia (episodio 24x22 di Law & Order: Unità vittime speciali) e Dai tanti nomi (episodio 3x22 di Law & Order: Organized Crime)[15].

## Ogni dolore è una malattia
- Titolo originale: All Pain Is One Malady
- Diretto da: Norberto Barba
- Scritto da: David Graziano e Julie Martin

### Trama
Alla ricerca di una banda criminale vendicativa, Benson e Stabler uniscono le forze su un caso che ora si è diffuso a livello globale. Fin e Bruno aiutano una vittima di stupro violentata una seconda volta. Il piano di Jet per hackerare il dark web si ritorce contro di lei e mette in pericolo la squadra.
- L'episodio è la terza parte di un crossover che inizia con Cose sbagliate (episodio 24x21 di Law & Order: Unità vittime speciali) e Crimini su commissione (episodio 3x21 di Law & Order: Organized Crime), e si conclude con Dai tanti nomi (episodio 3x22 di Law & Order: Organized Crime)[15].